# Hamilton (Bermudas)
Hamilton es la capital del territorio británico de ultramar de Bermudas. Es una ciudad portuaria, centro comercial, administrativo y de ocio de la isla Gran Bermuda, principal del archipiélago. La ciudad se llama así por Henry Hamilton, gobernador de las Bermudas de 1778 a 1794.

## Historia
La historia de Hamilton comenzó en 1790, cuando la autoridad colonial ocupó 58,7 hectáreas para su futura sede de gobierno, oficializándose la toma de posesión en 1793 mediante Acta del Parlamento. La capital de la colonia se mudó de Saint George a Hamilton en 1815. 
La ciudad ha sido el centro político y militar de Bermudas durante los dos últimos siglos. Además de sede del Parlamento, la casa de gobierno se ubica al norte, la antigua casa del almirantazgo de la Marina Real al oeste, y los cuarteles del Ejército Británico en Prospect Camp al este.
La localidad se convirtió en ciudad con la construcción de la Catedral de la Santísima Trinidad, de la Iglesia anglicana en 1897. Posteriormente se construyó una catedral católica.

## Demografía
Según el censo de población realizado en el 2000 contaba con 969 habitantes. La estimación de 2010 refiere a 825 habitantes.

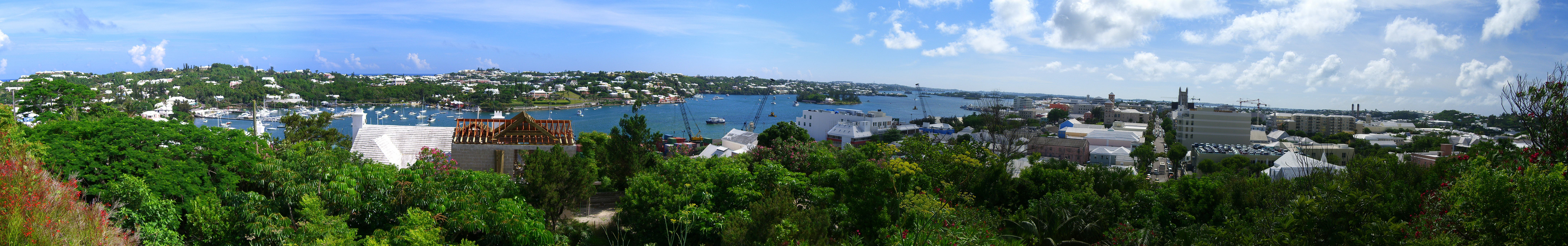
Panorámica de Hamilton, capital de Bermudas.

## Galería

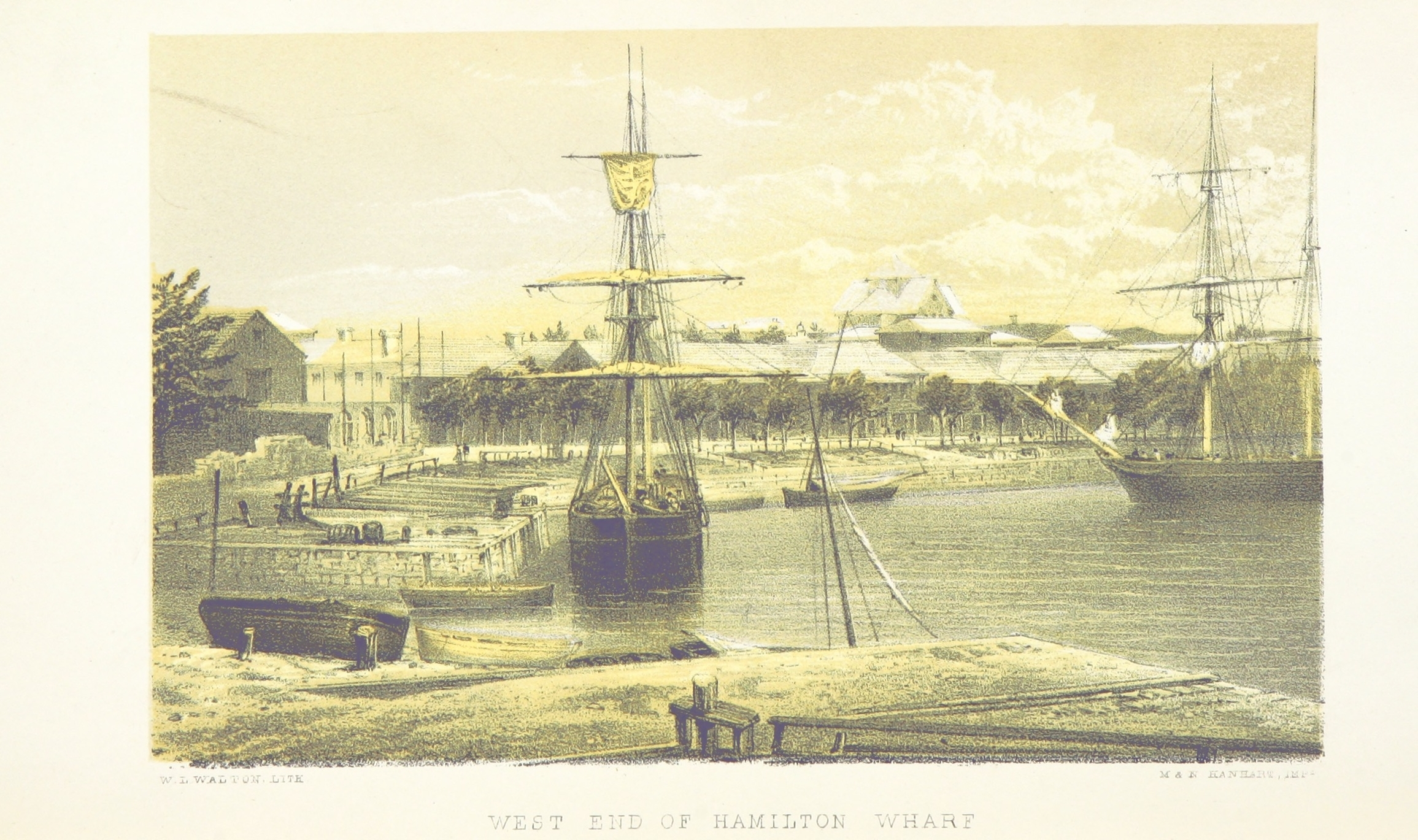
Extremo oeste de Hamilton Wharf, 1857
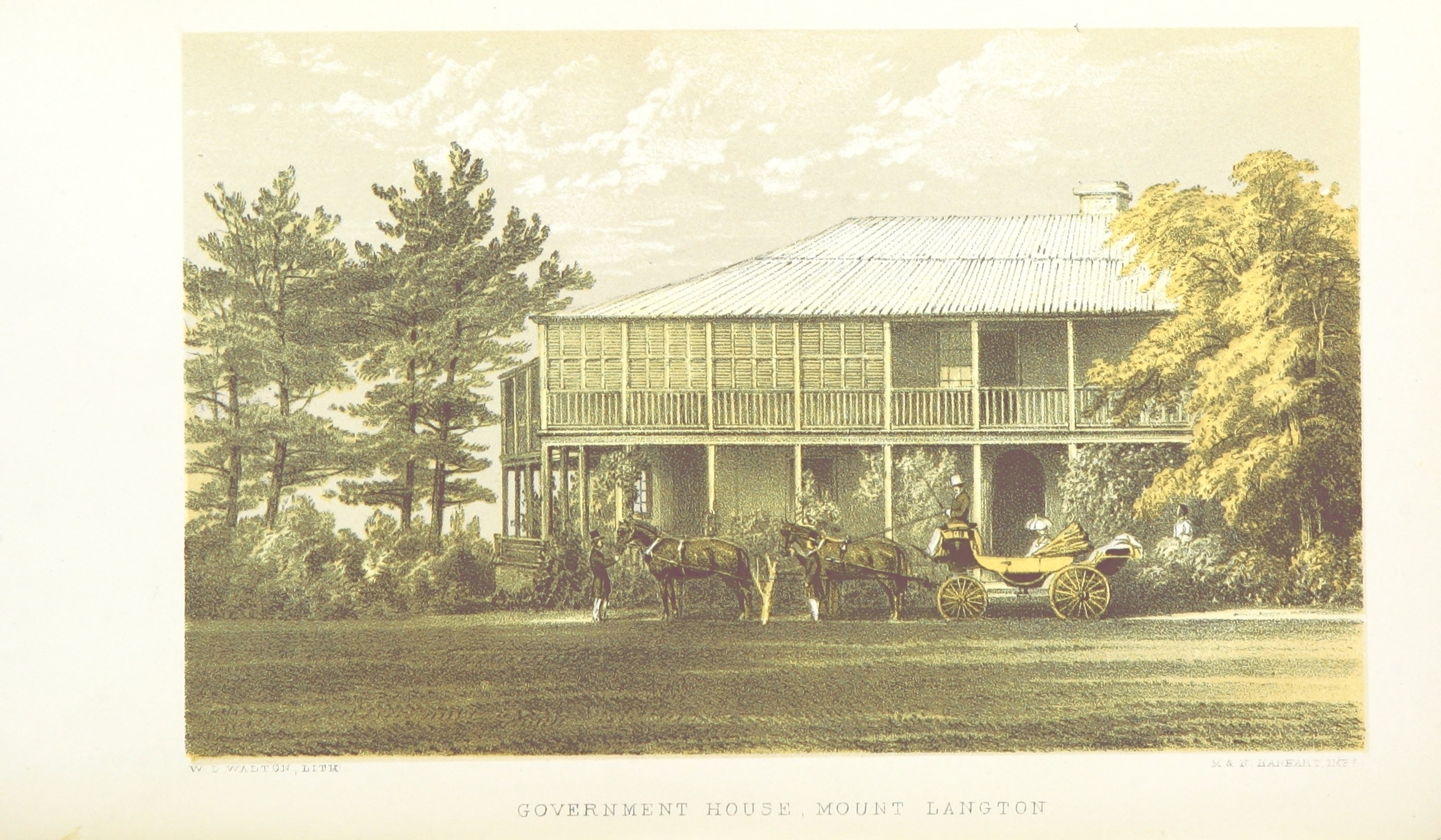
Antigua Casa de Gobierno, Mount Langton, 1857
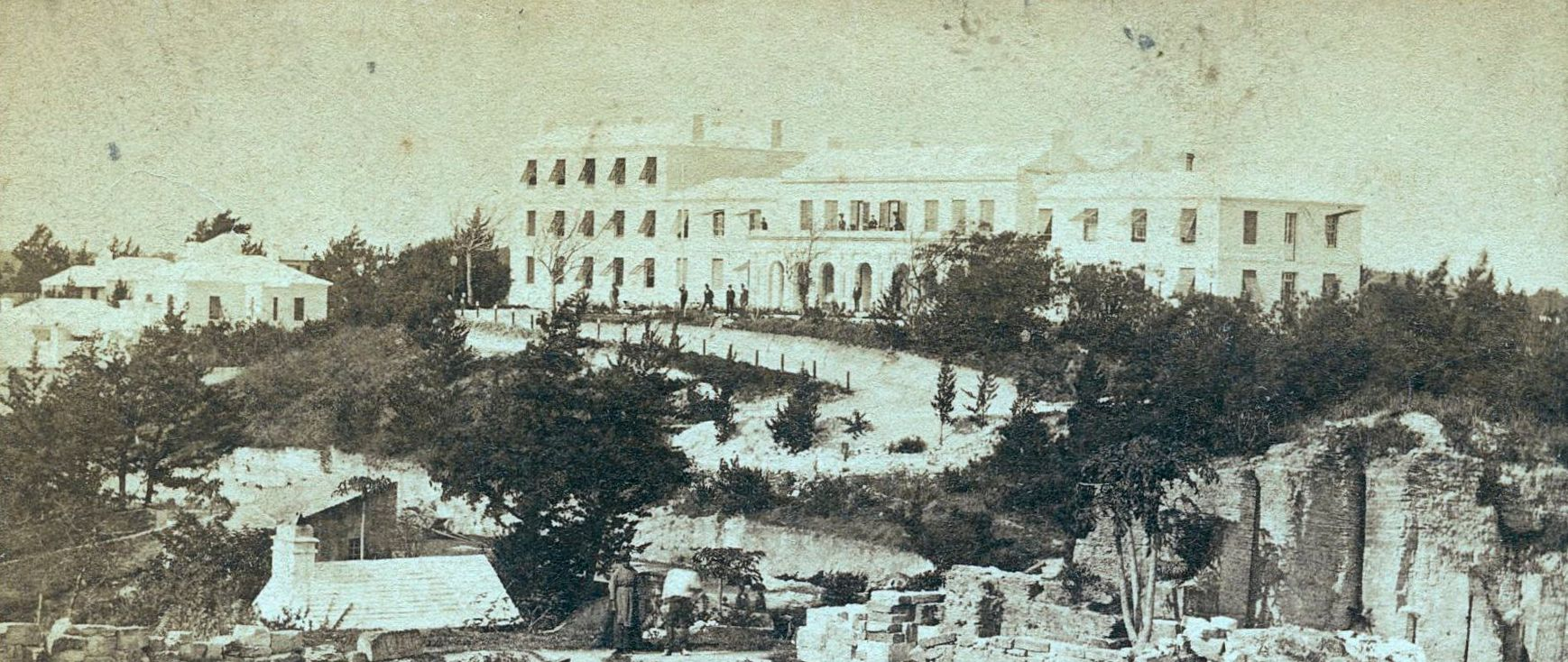
El Hamilton Hotel en 1875
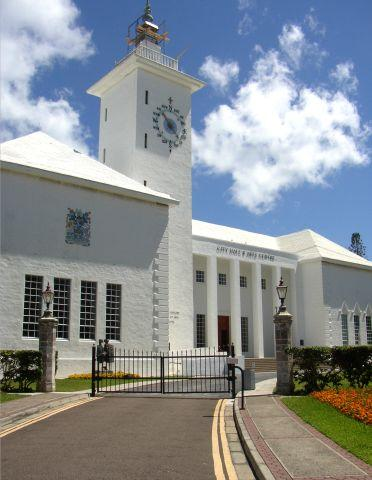
Ayuntamiento de Hamilton
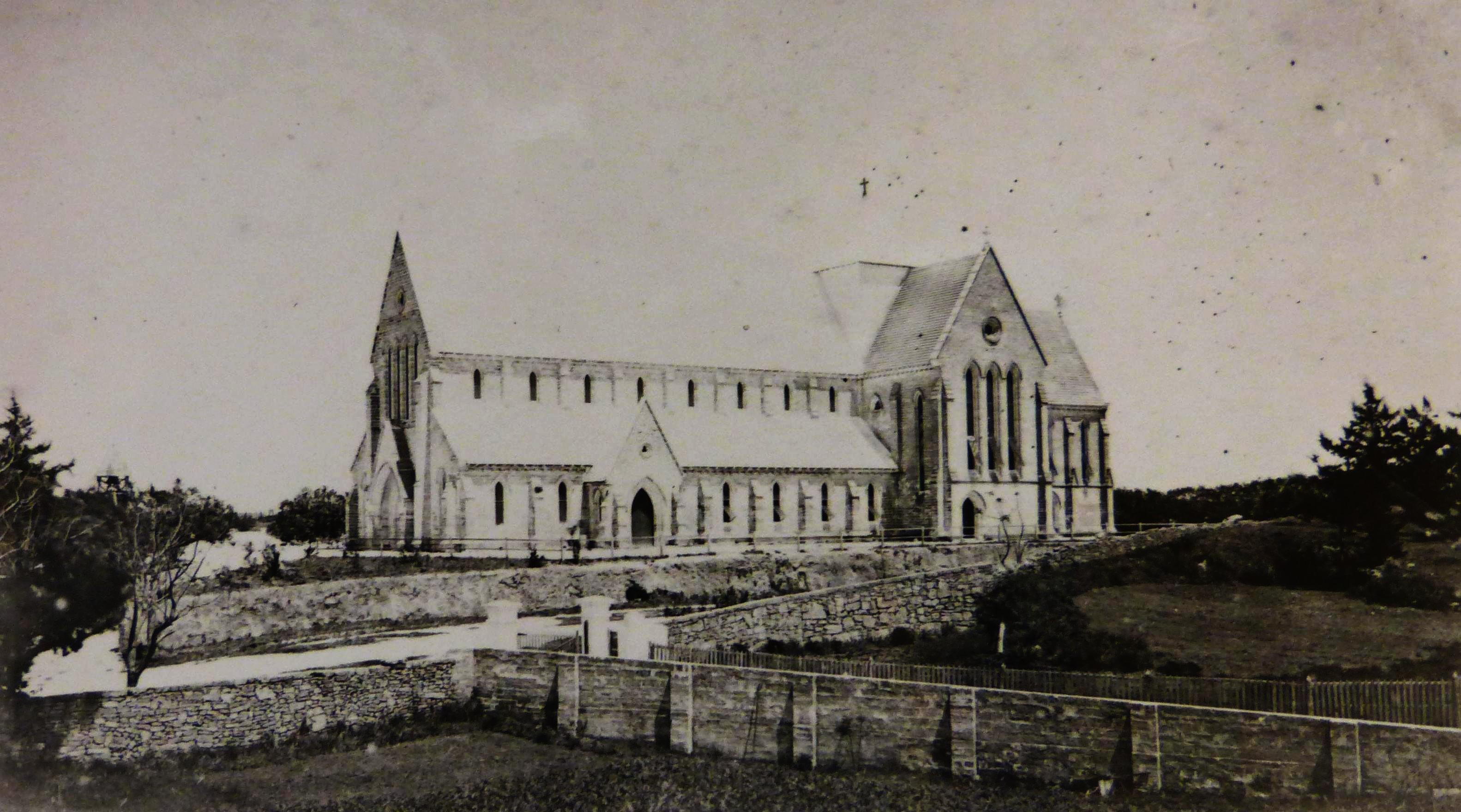
Capilla de la comodidad de la "Iglesia de la Trinidad" en 1879
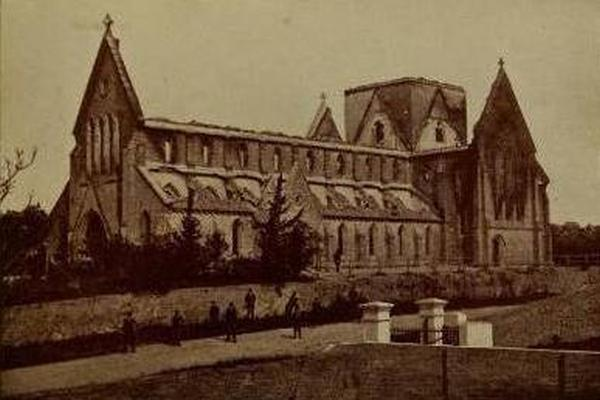
Trinity Church después del incendio de 1884
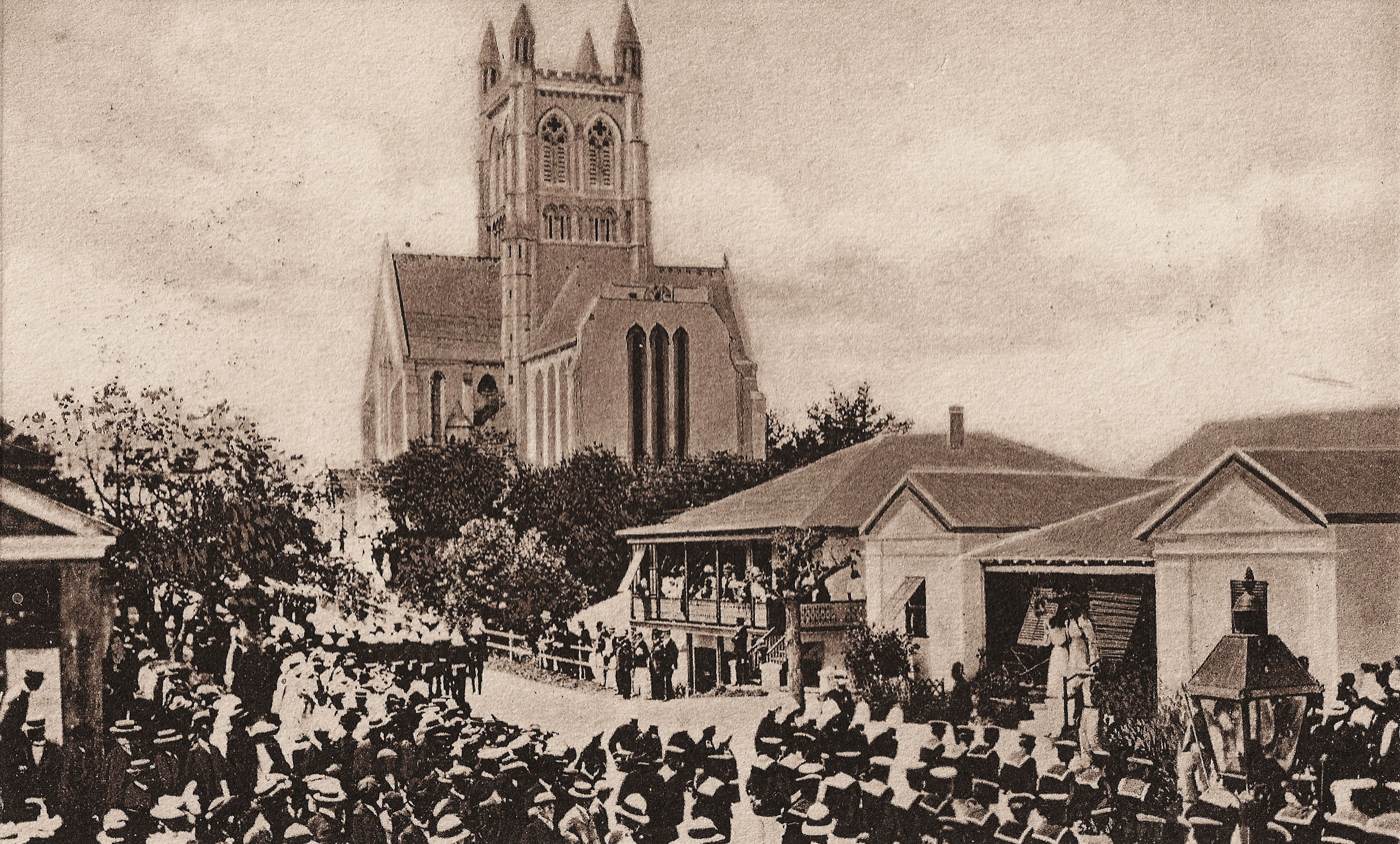
Un desfile de la iglesia de la Royal Navy y el ejército británico frente a la catedral incompleta, alrededor de 1900
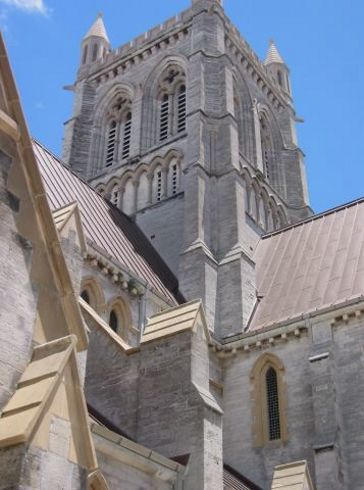
La Catedral de la Santísima Trinidad, que reemplazó a la iglesia de la Trinidad original destruida por un incendio
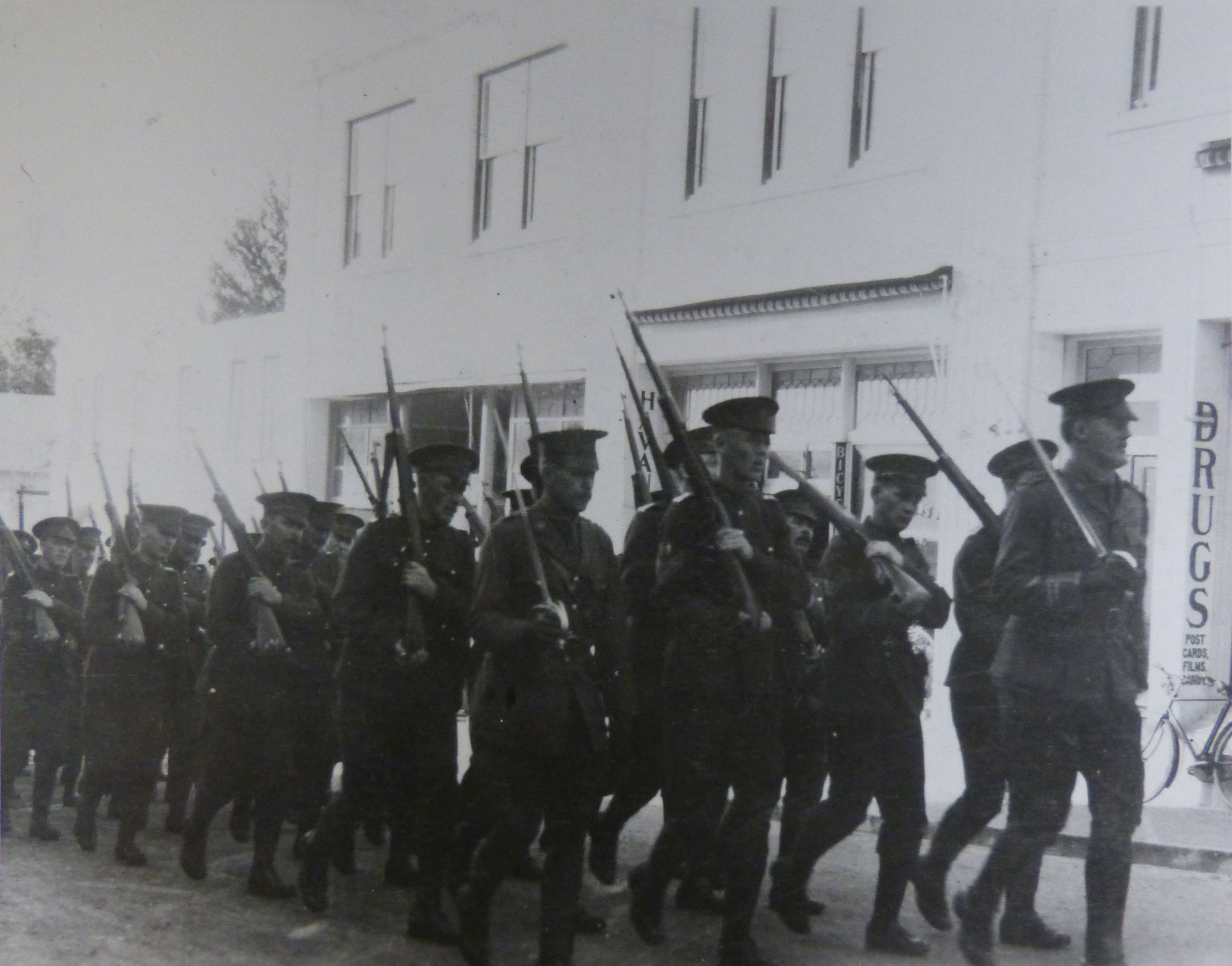
Soldados del 38.º Batallón (Ottawa), Fuerza Expedicionaria Canadiense marchando por Queen Street en 1915.
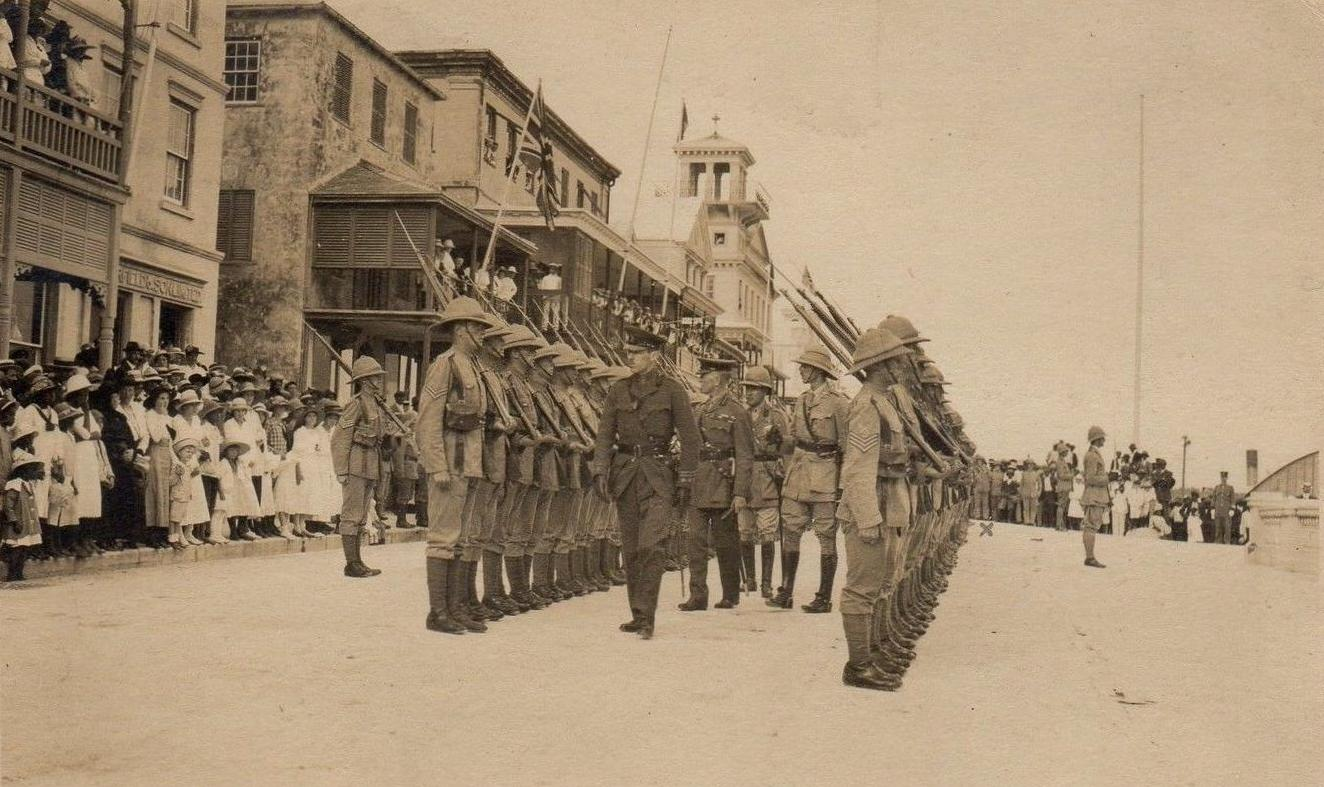
2/4 Batallón de la guardia Regimiento de East Yorkshire en Front Street, inspeccionado por el general Sir James Willcocks a su llegada para reemplazar al teniente general Sir George Mackworth Bullock como Gobernador y comandante en jefe de las Bermudas en 1917.
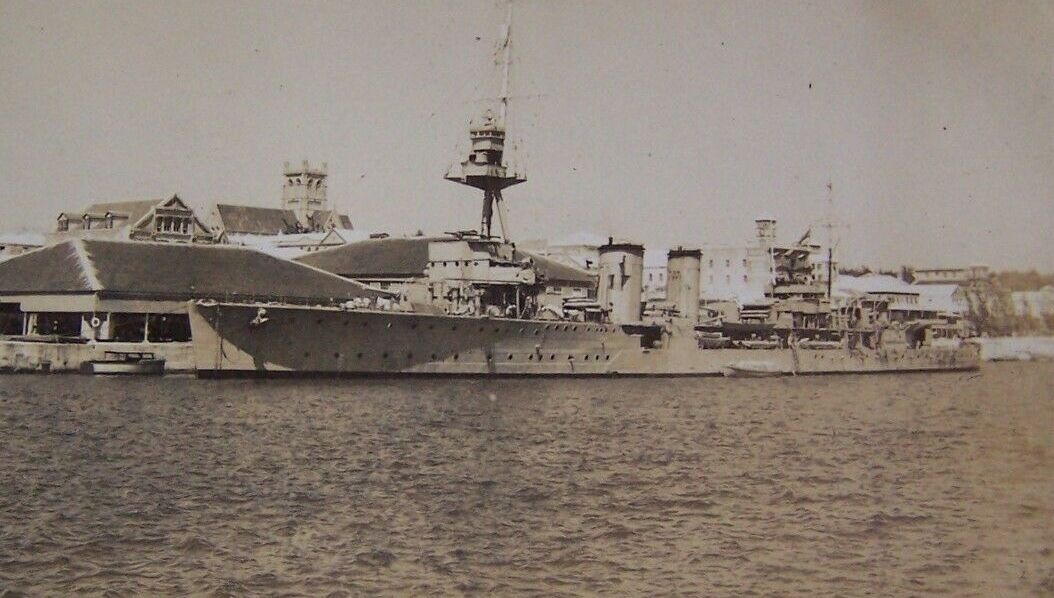
HMS Caradoc (D60) atracado en Front Street, alrededor de 1928.
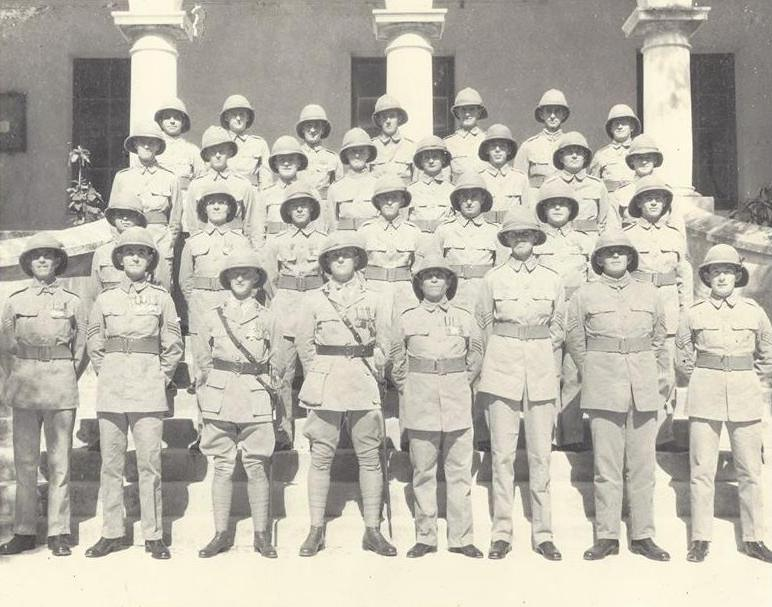
Ingenieros voluntarios de las Bermudas en los escalones del Masonic Hall en la calle Reid en 1934.
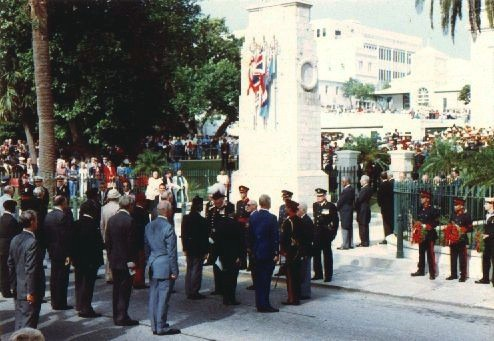
Desfile del Día del Recuerdo del Gobernador de las Bermudas, veteranos de guerra, Marina Real, Regimiento Real de las Bermudas, Servicio de Policía de las Bermudas y otros servicios uniformados en el Cenotafio el calle principal.
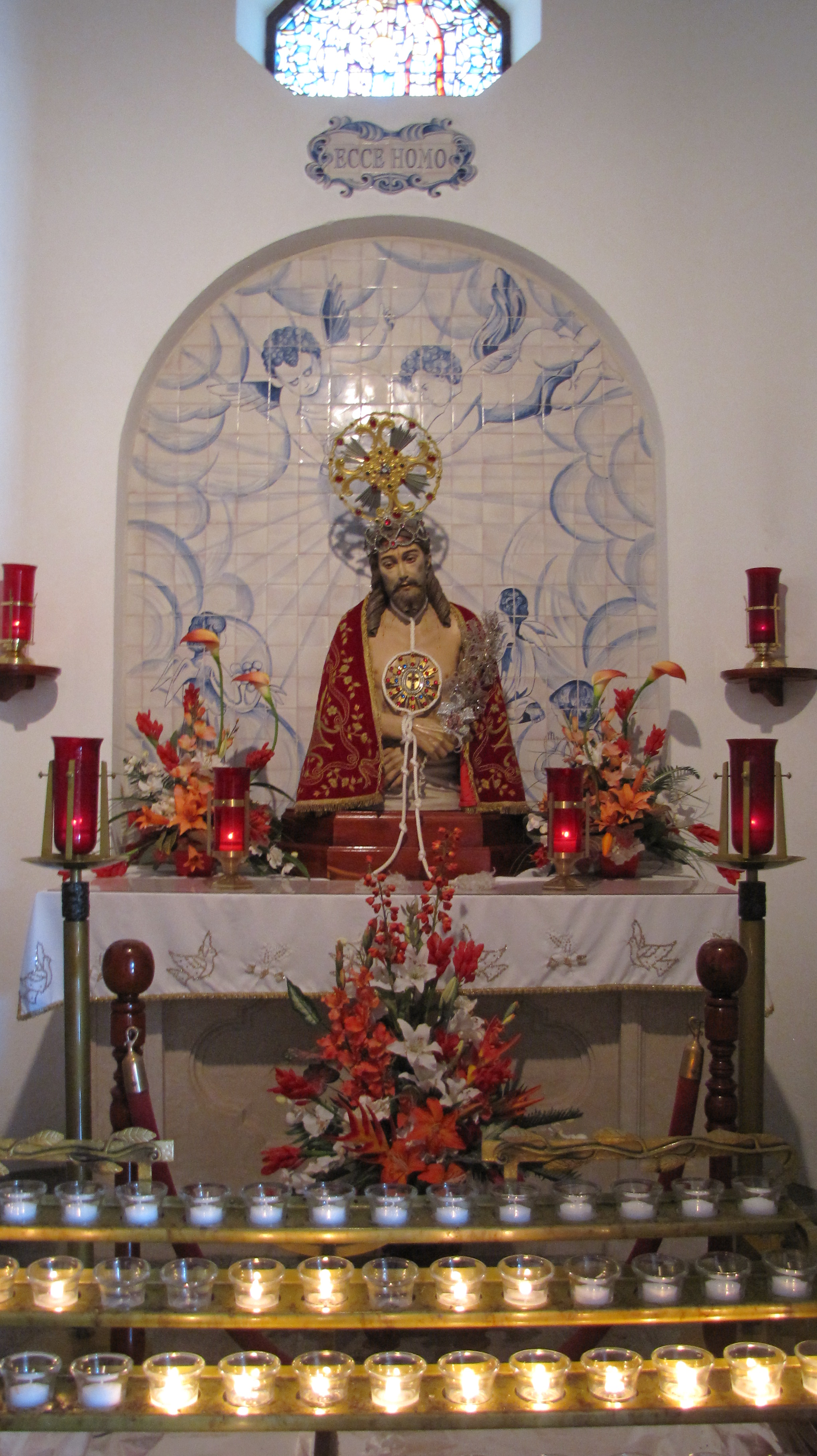
La estatua del Señor Santo Cristo de los Milagros, en Hamilton, venerada por los azoreanos en Bermudas.